# Dorfkirche Wohlsborn

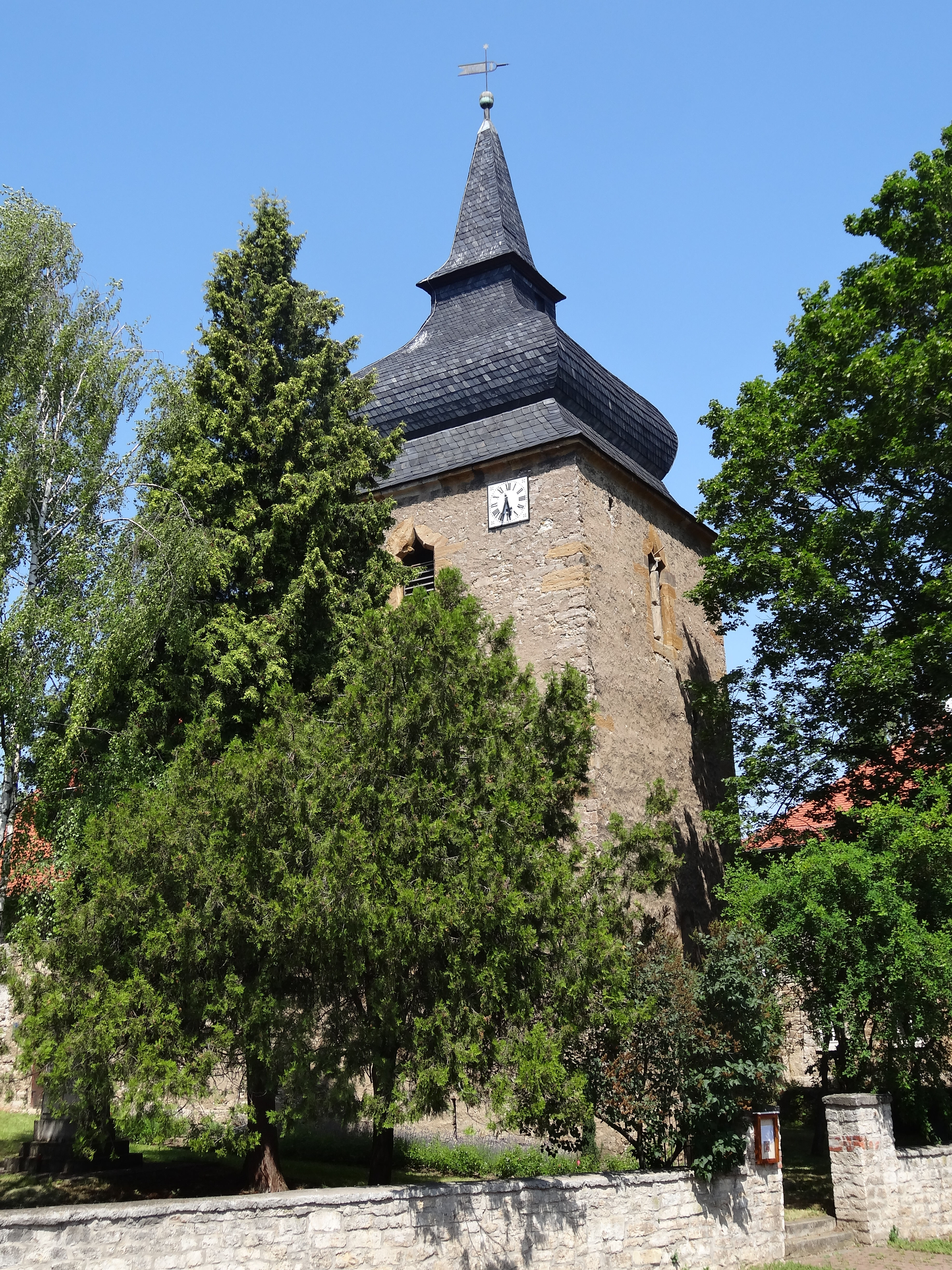
Dorfkirche Wohlsborn

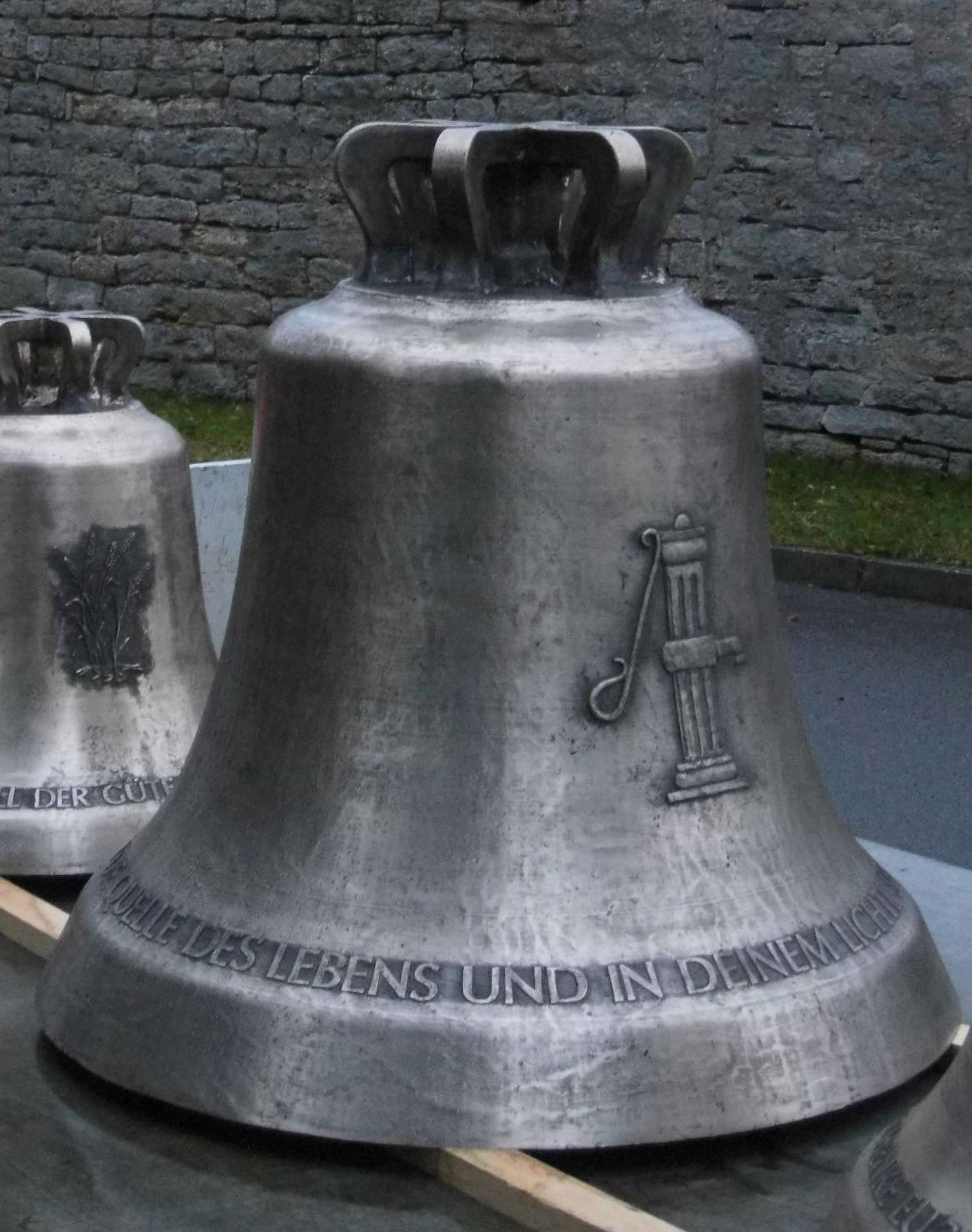
Die große Bachert-Glocke

Die evangelische Dorfkirche Wohlsborn steht im Ortsteil Wohlsborn der Landgemeinde Am Ettersberg im Landkreis Weimarer Land in Thüringen. Die Kirchengemeinde gehört zum Kirchengemeindeverband Großobringen im Kirchenkreis Weimar der Evangelischen Kirche in Mitteldeutschland.

## Lage
Die Dorfkirche und der Friedhof befinden sich im Ort und sind von Bäumen umgeben.

## Geschichte
Der wuchtige Chorturm aus dem 15. Jahrhundert ist mit Spitzbogennischen in der Chorwand und dem hohen Triumphbogen verbunden. Unter dem Chor ist ein kellerartiger Raum mit Tonnengewölbe.
Eine erste Glocke ist 1776 verzeichnet. Die wechselvolle Geschichte der Glockenablieferungen in beiden Weltkriegen führte zu einem Dreier-Geläut aus Eisenhartgussglocken, das 2007 aus statischen Gründen stillgelegt werden musste. 2017 wurde es durch drei Bronzeglocken der Glockengießerei Bachert (Karlsruhe) ersetzt, die zum Weihnachtsfest des gleichen Jahren erstmals erklangen. Die größte der 1918 von Schilling & Lattermann (Apolda und Morgenröthe) gegossenen Eisenhartgussglocken steht heute vor der Kirche.
Das Erbauungsdatum der Orgel ist unbekannt. Bekannt sind verschiedene Reparaturen: 1878 durch Walter Drechsler (Blankenhain), 1890 durch Hermann Kopp (Bürgel), 1897 durch Friedrich Wilhelm Böttcher (Sömmerda), 1903 durch Emil Heerwagen (Weimar) mit der Umsetzung der Orgel von der 2. auf die 1. Empore. Diese Orgel wurde am 25. Oktober 1903 geweiht. Kapellmeister Göpfart (Weimar) sprach sich in seinem Klanggutachten mit großem Lob über die Arbeit aus. Danach finden sich ebenfalls keine weiteren Einträge.